# 旧唐书
| 中國二十四史 | 中國二十四史   | 中國二十四史 | 中國二十四史 | 中國二十四史 |
| 次序         | 書名           | 作者         | 作者         |              |
| 次序         | 書名           | 姓名         | 時代         |              |
| ------------ | -------------- | ------------ | ------------ | ------------ |
| 1            | 史记           | 司馬遷       | 西漢         |              |
| 2            | 汉书           | 班固         | 東漢         |              |
| 3            | 后汉书         | 范曄         | 劉宋         |              |
| 4            | 三國志         | 陈寿         | 西晋         |              |
| 5            | 晋书           | 房玄龄等     | 唐           |              |
| 6            | 宋书           | 沈约         | 蕭梁         |              |
| 7            | 南齐书         | 萧子显       | 蕭梁         |              |
| 8            | 梁书           | 姚思廉       | 唐           |              |
| 9            | 陈书           | 姚思廉       | 唐           |              |
| 10           | 魏书           | 魏收         | 北齐         |              |
| 11           | 北齐书         | 李百药       | 唐           |              |
| 12           | 周书           | 令狐德棻等   | 唐           |              |
| 13           | 南史           | 李延寿       | 唐           |              |
| 14           | 北史           | 李延寿       | 唐           |              |
| 15           | 隋书           | 魏徵等       | 唐           |              |
| 16           | 旧唐书         | 刘昫等       | 后晋         |              |
| 17           | 新唐书         | 欧阳修等     | 北宋         |              |
| 18           | 旧五代史       | 薛居正等     | 北宋         |              |
| 19           | 新五代史       | 欧阳修       | 北宋         |              |
| 20           | 宋史           | 脱脱等       | 元           |              |
| 21           | 辽史           | 脱脱等       | 元           |              |
| 22           | 金史           | 脱脱等       | 元           |              |
| 23           | 元史           | 宋濂等       | 明           |              |
| 24           | 明史           | 张廷玉等     | 清           |              |
| 相關         | 東觀漢記       | 劉珍等       | 東漢         |              |
| 相關         | 新元史         | 柯劭忞       | 民國         |              |
| 相關         | 清史稿         | 趙爾巽等     | 民國         |              |
| 相關         | 點校本二十四史 | 顧頡剛等     | 共和國       |              |

《旧唐书》為后晋张昭、贾纬等撰。后晋天福六年（941年），晋高祖石敬瑭命张昭、贾纬、赵熙、郑受益、李为先等人撰唐史，由宰相赵莹监修。后赵莹罢相，刘昫代为监修。後晉開運二年（945年）书成，时因刘昫为相，故该书署名刘昫撰。最初为避讳石敬瑭，取名《李氏書》，《郡斋读书志》、《直斋书录解题》、《宋史·藝文志》及南宋刻本均题为《唐书》，后为区别北宋歐陽脩等人编的《新唐书》，改名《旧唐书》。共200卷，包括本纪20卷、志30卷及列传150卷。记载唐高祖武德元年（618年）至唐哀帝天祐四年（907年）。

## 過程
《旧唐书》长庆（唐穆宗年号）以前的内容多依吴兢、韦述、柳芳、休烈、令狐峘等人所撰写的唐代旧史，资料比较充实。但长庆以后的内容较为简略疏漏，内容也比较芜杂。
從南宋紹興以後，《舊唐書》一直沒有重刻，湮沒不聞，以至於“鬱絕不傳，無所考覓”。明嘉靖年間，聞人詮自王延喆、張汴處收集殘稿，重刻《舊唐書》。清朝乾隆年间编修《四库全书》时，命沈德潛等人校勘兩《唐書》，新旧《唐书》同時被列入“二十四史”之一。道光年間，岑建功參照《太平御覽》和《冊府元龜》的內容，重新整理《舊唐書》。

## 评价
《旧唐书》修撰时间短促，北宋人嚴厲地批評《舊唐書》：“紀次無法，詳略失中，文采不明，事實零落”，甚至有並列兩傳的情況，如卷一O一、一八七《忠义传》都有王求礼，卷五九丘和附传、卷一八六上《酷吏传》都有丘神勣，列传第七十二和列传第九十四都有杨朝晟、卷一O二韦述附传、卷一九O下《文苑传》都有萧颖士，又如卷九九附传、卷一七一都有张仲方，卷一九八上曹憲附传、卷一九O中李邕傳裡都有李善。基本上，《舊唐書》只是抄錄現成的唐史有关文献，照抄《國史》《實錄》及唐末文书档案，许多“大唐”、“本朝”、“今上”字样仍然保留；唐武宗以後的宣、懿、僖、昭、哀五代，因無《實錄》存下，則雜采各家傳聞和《唐年補錄》和《唐末三朝聞見錄》諸書。《舊唐書》另一缺失是记事有所讳饰，清人趙翼已指出：“《褚遂良传》不载其倾陷刘洎之事，《李世勣传》不载其瞻徇立武后之事，《辛云京传》不载其激变僕固怀恩之事，《田神功传》不载其先为贼将之事。”
《舊唐書》在保存史料上有一定的價值。例如李密〈讨隋炀帝檄文〉在《隋书》和《新唐书》的《李密传》均不載，只有在《旧唐书》中得以保留。因為《旧唐书》前期文献资料完整，材料翔实，叙事详明，文字簡潔有力，頗受後世重視，如《郭子儀傳》，“首尾整潔，無一釀詞，因此可知唐史官之老於文學也”。《賈耽傳》裡收錄的《隴右山南圖》和《海內華夷圖》等，是中國地理上極為珍貴的資料。《舊唐書》裡更記錄了大量的中國少數民族的史料，如，文成公主、金城公主入藏的史跡，以及突厥、回紇、吐蕃、契丹等多民族的歷史。
顾炎武稱：“《旧唐书》虽颇涉繁芜，然事迹明白，首尾该赡，亦自可观。”李慈铭《越缦堂读书记》中稱《旧唐书》“论、赞极有佳者”。北宋司马光编撰《资治通鉴》時，反多以《旧唐书》为主，在史料完整性的考量，《新唐書》並不能取代《舊唐書》。

## 目錄

### 本紀
1. 本紀第一 高祖
2. 本紀第二 太宗上
3. 本紀第三 太宗下
4. 本紀第四 高宗上
5. 本紀第五 高宗下
6. 本紀第六 則天皇后
7. 本紀第七 中宗 睿宗
8. 本紀第八 玄宗上
9. 本紀第九 玄宗下
10. 本紀第十 肅宗
11. 本紀第十一 代宗
12. 本紀第十二 德宗上
13. 本紀第十三 德宗下
14. 本紀第十四 順宗 憲宗上
15. 本紀第十五 憲宗下
16. 本紀第十六 穆宗
17. 本紀第十七上 敬宗 文宗上
18. 本紀第十七下 文宗下
19. 本紀第十八上 武宗
20. 本紀第十八下 宣宗
21. 本紀第十九上 懿宗
22. 本紀第十九下 僖宗
23. 本紀第二十上 昭宗
24. 本紀第二十下 哀帝

### 志
1. 志第一 礼儀一
2. 志第二 礼儀二
3. 志第三 礼儀三
4. 志第四 礼儀四
5. 志第五 礼儀五
6. 志第六 礼儀六
7. 志第七 礼儀七
8. 志第八 音乐一
9. 志第九 音乐二
10. 志第十 音乐三
11. 志第十一 音乐四
12. 志第十二 曆一
13. 志第十三 曆二
14. 志第十四 曆三
15. 志第十五 天文上
16. 志第十六 天文下
17. 志第十七 五行
18. 志第十八 地理一
19. 志第十九 地理二
20. 志第二十 地理三
21. 志第二十一 地理四
22. 志第二十二 職官一
23. 志第二十三 職官二
24. 志第二十四 職官三
25. 志第二十五 輿服
26. 志第二十六 经籍上
27. 志第二十七 经籍下
28. 志第二十八 食貨上
29. 志第二十九 食貨下
30. 志第三十 刑法

### 列傳
1. 列傳第一 后妃上 - 高祖太穆皇后窦氏・太宗文德皇后长孙氏・贤妃徐氏・高宗废后王氏・良娣萧氏・中宗和思皇后赵氏・中宗韦庶人・上官昭容・睿宗肃明皇后刘氏・睿宗昭成皇后窦氏・玄宗废后王氏・玄宗贞顺皇后武氏・玄宗杨贵妃
2. 列傳第二 后妃下 - 玄宗元献皇后杨氏・肃宗张皇后・肃宗韦妃・肃宗章敬皇后吴氏・代宗崔妃・代宗睿真皇后沈氏・代宗贞懿皇后独孤氏・德宗昭德皇后王氏・德宗韦妃・顺宗庄宪皇后王氏・宪宗懿安皇后郭氏・宪宗孝明皇后郑氏・女学士尚宫宋氏・穆宗恭僖皇后王氏・敬宗郭贵妃・穆宗贞献皇后萧氏・穆宗宣懿皇后韦氏・武宗王贤妃・宣宗元昭皇后晁氏・懿宗惠安皇后王氏・昭宗积善皇后何氏
3. 列傳第三 - 李密
4. 列傳第四 - 王世充・竇建德
5. 列傳第五 - 薛举・李軌・劉武周
6. 列傳第六 - 蕭銑・杜伏威・輔公祏・沈法興 ・李子通・羅藝・梁師都
7. 列傳第七 - 裴寂・劉文静
8. 列傳第八 - 唐俭・長孫順德・劉弘基・殷嶠・劉政会・柴紹・武士彠
9. 列傳第九 - 屈突通・任瓌・丘和・許紹・李襲志・姜謩
10. 列傳第十 宗室 - 永安王孝基・淮安王神通・襄邑王神符・長平王叔良・襄武王琛・河間王孝恭・廬江王瑗・淮陽王道玄・江夏王道宗・隴西王博乂
11. 列傳第十一 - 温大雅・陳叔達・竇威・竇惲・竇軌・竇抗
12. 列傳第十二 - 李綱・鄭善果・楊恭仁・皇甫無逸・李大亮
13. 列傳第十三 - 封倫・蕭瑀・裴矩・宇文士及
14. 列傳第十四 高祖二十二子 - 隐太子建成・衛王玄霸・巢王元吉・楚王智雲・荊王元景・漢王元昌・酆王元亨・周王元方・徐王元礼・韓王元嘉・彭王元則・鄭王元懿・霍王元軌・虢王鳳・道王元慶・鄧王元裕・舒王元名・魯王灵夔・江王元祥・密王元曉・滕王元嬰
15. 列傳第十五 - 高士廉・長孫無忌
16. 列傳第十六 - 房玄龄・杜如晦
17. 列傳第十七 - 李靖・李勣
18. 列傳第十八 - 尉迟敬德・秦叔宝・程知節・段志玄・張公謹
19. 列傳第十九 - 侯君集・張亮・薛万徹・薛万均
20. 列傳第二十 - 王珪・戴冑・岑文本・杜正倫
21. 列傳第二十一 - 魏徵
22. 列傳第二十二 - 虞世南・李百药・褚亮
23. 列傳第二十三 - 薛收・姚思廉・颜師古・令狐德棻・孔穎達
24. 列傳第二十四 - 劉洎・馬周・崔仁師
25. 列傳第二十五 - 蘇世長・韋雲起・孫伏伽・張玄素
26. 列傳第二十六 太宗諸子 - 恒山王承乾・楚王宽・吴王恪・濮王泰・庶人祐・蜀王愔・蒋王惲・越王貞・紀王慎・江王囂・代王簡・趙王福・曹王明
27. 列傳第二十七 - 韋挺・楊纂・劉德威・閻立德・柳亨・崔義玄
28. 列傳第二十八 - 于志寧・高季輔・張行成
29. 列傳第二十九 - 祖孝孫・傅仁均・傅奕・李淳風・呂才
30. 列傳第三十 - 褚遂良・韓瑗・来济・上官儀
31. 列傳第三十一 - 崔敦礼・盧承慶・劉祥道・李敬玄・李義琰・孫處約・樂彦瑋・趙仁本
32. 列傳第三十二 - 許敬宗・李義府
33. 列傳第三十三 - 郭孝恪・張俭・蘇定方・薛仁貴・程務挺・張士貴・趙道興
34. 列傳第三十四 - 劉仁軌・郝处俊・裴行俭
35. 列傳第三十五 - 唐臨・張文瓘・徐有功
36. 列傳第三十六 高宗中宗諸子 - 燕王忠・原王孝・泽王上金・許王素節・孝敬皇帝弘・章怀太子賢・懿德太子重潤・庶人重福・節愍太子重俊・殤帝重茂
37. 列傳第三十七 - 裴炎・劉禕之・魏玄同・李昭德
38. 列傳第三十八 - 韋思謙・陸元方・蘇瓌
39. 列傳第三十九 - 狄仁傑・王方慶・姚璹
40. 列傳第四十 - 王及善・杜景俭・朱敬則・楊再思・李怀远・豆盧欽望
41. 列傳第四十一 - 桓彦範・敬暉・崔玄暐・張柬之・袁恕己
42. 列傳第四十二 - 魏元忠・韋安石・蕭至忠
43. 列傳第四十三 - 婁師德・王孝傑・唐休璟・張仁愿・薛訥・王晙
44. 列傳第四十四 - 蘇味道・李嶠・崔融・盧藏用・徐彦伯
45. 列傳第四十五 睿宗諸子 - 讓皇帝憲・惠庄太子撝・惠文太子範・惠宣太子業・隋王隆悌
46. 列傳第四十六 - 姚崇・宋璟
47. 列傳第四十七 - 劉幽求・鍾紹京・郭元振・張說
48. 列傳第四十八 - 魏知古・卢怀慎・源乾曜・李元紘・杜暹・韓休・裴耀卿
49. 列傳第四十九 - 崔日用・張嘉貞・蕭嵩・張九龄・李適之・严挺之
50. 列傳第五十 - 尹思貞・李傑・解琬・畢構・蘇珦・鄭惟忠・王志愔・卢从愿・李朝隐・裴漼・王丘
51. 列傳第五十一 - 李乂・薛登・韋湊・韓思復・張廷珪・王求礼・辛替否
52. 列傳第五十二 - 马怀素・劉子玄・徐堅・元行沖・吴兢・韋述
53. 列傳第五十三 - 郭虔瓘・郭知運・王君㚟・張守珪・牛仙客・王忠嗣
54. 列傳第五十四 - 高仙芝・封常清・哥舒翰
55. 列傳第五十五 - 宇文融・韋堅・楊慎矜・王鉷
56. 列傳第五十六 - 李林甫・楊国忠・張暐・王琚・王毛仲
57. 列傳第五十七 玄宗諸子 - 靖德太子琮・庶人瑛・棣王琰・庶人瑤・靖恭太子琬・庶人琚・夏悼王一・儀王璲・潁王璬・怀哀王敏・永王璘・寿王瑁・延王玢・盛王琦・济王環・信王瑝・義王玼・陳王珪・丰王珙・恆王瑱・涼王璿・汴哀王璥
58. 列傳第五十八 - 韋見素・崔圆・崔渙・杜鴻漸
59. 列傳第五十九 - 馮盎・阿史那社爾・契苾何力・黑齿常之・李多祚・李嗣業・白孝德
60. 列傳第六十 - 李光弼・王思礼・鄧景山・辛雲京
61. 列傳第六十一 - 崔光遠・房琯・張鎬・高適・暢璀
62. 列傳第六十二 - 李暠・李麟・李国貞・李峘・李巨
63. 列傳第六十三 - 苗晋卿・裴冕・裴遵慶
64. 列傳第六十四 - 魯炅・裴茙・来瑱・周智光
65. 列傳第六十五 - 崔器・趙国珍・崔瓘・敬括・韋元甫・魏少遊・衛伯玉・李承
66. 列傳第六十六 肅宗代宗諸子 - 越王係・承天皇帝倓・衛王佖・彭王僅・兗王僩・涇王侹・鄆王荣・襄王僙・杞王倕・召王偲・恭懿太子佋・定王侗・淮陽王僖・昭靖太子邈・均王遐・睦王述・丹王逾・恩王連・韓王迥・簡王遘・益王迺・隋王迅・荊王選・蜀王遡・忻王造・韶王暹・嘉王運・端王遇・循王遹・恭王通・原王逵・雅王逸
67. 列傳第六十七 - 严武・郭英乂・崔寧・严震・严砺
68. 列傳第六十八 - 元載・王縉・楊炎・黎幹・庾準
69. 列傳第六十九 - 楊綰・崔祐甫・常袞
70. 列傳第七十 - 郭子儀
71. 列傳第七十一 - 僕固怀恩・梁崇義・李怀光
72. 列傳第七十二 - 張献誠・路嗣恭・曲環・崔漢衡・楊朝晟・樊澤・李叔明・裴胄
73. 列傳第七十三 - 劉晏・第五琦・班宏・王紹・李巽
74. 列傳第七十四 - 薛嵩・令狐彰・田神功・侯希逸・李正己
75. 列傳第七十五 - 張鎰・劉從一・蕭復・柳渾
76. 列傳第七十六 - 李揆・李涵・陳少遊・卢惎・裴諝
77. 列傳第七十七 - 姚令言・張光晟・源休・喬琳・張涉・蒋鎮・洪经纶・彭偃
78. 列傳第七十八 - 段秀实・颜真卿
79. 列傳第七十九 - 韓滉・張延賞
80. 列傳第八十 - 王玙・李泌・崔造・关播
81. 列傳第八十一 - 李勉・李皋
82. 列傳第八十二 - 李抱玉・李抱真・王虔休・盧從史・李芃・李澄
83. 列傳第八十三 - 李晟
84. 列傳第八十四 - 馬燧・渾瑊
85. 列傳第八十五 - 卢杞・白志貞・裴延龄・韋渠牟・李齐运・李实・韋執誼・王叔文・程异・皇甫鎛
86. 列傳第八十六 - 竇参・齐映・劉滋・盧邁・崔损・齐抗
87. 列傳第八十七 - 徐浩・趙涓・劉太真・李紓・邵说・于邵・崔元翰・于公異・呂渭・鄭雲逵・李益・李賀
88. 列傳第八十八 - 趙憬・韋倫・賈耽・姜公輔
89. 列傳第八十九 - 陸贄
90. 列傳第九十 - 韋皐・張建封・盧群
91. 列傳第九十一 - 田承嗣・田弘正・張孝忠
92. 列傳第九十二 - 李宝臣・王武俊・王廷湊
93. 列傳第九十三 - 李怀仙・朱滔・劉怦・程日華・李全略
94. 列傳第九十四 - 尚可孤・李观・戴休颜・陽惠元・李元諒・韓遊瑰・賈隱林・杜希全・尉遲勝・邢君牙・楊朝晟・張敬則
95. 列傳第九十五 - 劉玄佐・董晋・陸長源・劉全諒・李忠臣・李希烈・吴少誠
96. 列傳第九十六 - 薛播・鮑防・李自良・李说・严綬・蕭昕・杜亞・王緯・李若初・于頎・盧徵・楊憑・鄭元・杜兼・裴玢・薛伾
97. 列傳第九十七 - 杜黄裳・高郢・杜佑
98. 列傳第九十八 - 裴垍・李吉甫・李藩・权德輿
99. 列傳第九十九 - 休烈・令狐峘・归崇敬・奚陟・張薦・蒋乂・柳登・沈傳師
100. 列傳第一百 德宗順宗諸子 - 舒王誼・通王諶・虔王諒・肅王詳・文敬太子謜・資王謙・代王諲・昭王誡・欽王諤・珍王諴・郯王经等
101. 列傳第一百一 - 高崇文・伊慎・朱忠亮・劉昌裔・范希朝・王鍔・閻巨源・孟元陽・趙昌
102. 列傳第一百二 - 馬璘・郝廷玉・王栖曜・劉昌・李景略・張万福・高固・郝玼・段佐・史敬奉
103. 列傳第一百三 - 姚南仲・劉迺・袁高・段平仲・薛存誠・盧坦
104. 列傳第一百四 - 孔巢父・許孟容・呂元膺・劉栖楚・張宿・熊望・柏耆
105. 列傳第一百五 - 穆寧・崔邠・竇群・李遜・薛戎
106. 列傳第一百六 - 于頔・韓弘・王智興
107. 列傳第一百七 - 王翃・郗士美・李鄘・辛祕・马总・韋弘景・王彦威
108. 列傳第一百八 - 武元衡・鄭余慶・韋貫之
109. 列傳第一百九 - 衛次公・鄭絪・韦处厚・崔群・路隨
110. 列傳第一百十 - 韓愈・張籍・孟郊・唐衢・李翱・宇文籍・劉禹錫・柳宗元・韋辞
111. 列傳第一百十一 - 李光進・烏重胤・王沛・李珙・李祐・董重質・楊元卿・劉悟・劉沔・石雄
112. 列傳第一百十二 - 潘孟陽・李翛・王遂・曹華・韋綬・鄭权・盧士玫・韓全義・高霞寓・高瑀・崔戎・陸亙・張正甫
113. 列傳第一百十三 - 孟簡・胡証・崔元略・杜元穎・崔弘礼・李虞仲・王質・盧簡辞
114. 列傳第一百十四 - 王播・李絳・楊於陵
115. 列傳第一百十五 - 韋夏卿・王正雅・柳公綽・崔玄亮・温造・郭承嘏・殷侑・徐晦
116. 列傳第一百十六 - 元稹・白居易
117. 列傳第一百十七 - 趙宗儒・竇易直・李逢吉・段文昌・宋申錫・李程
118. 列傳第一百十八 - 韋温・独孤郁・錢徽・高釴・馮宿・封敖
119. 列傳第一百十九 - 李訓・鄭注・王涯・王璠・賈餗・舒元輿・郭行余・羅立言・李孝本
120. 列傳第一百二十 - 裴度
121. 列傳第一百二十一 - 李渤・張仲方・裴潾・李中敏・李甘・高元裕・李漢・李景俭
122. 列傳第一百二十二 - 令狐楚・牛僧孺・蕭俛・李石
123. 列傳第一百二十三 - 鄭覃・陳夷行・李紳・李回・李珏・李固言
124. 列傳第一百二十四 - 李德裕
125. 列傳第一百二十五 憲宗二十子・穆宗五子・敬宗五子・文宗二子・武宗五子・宣宗十一子・懿宗八子・僖宗二子・昭宗十子 - 惠昭太子寧・澧王惲・深王悰・洋王忻・絳王悟・建王恪・鄜王憬等・怀懿太子湊・安王溶・悼怀太子普・梁王休復・讓王執中・紀王言揚・陳王成美・庄恪太子永・蒋王宗俭・德王裕・棣王祤等・嗣襄王熅・朱玫・王行瑜
126. 列傳第一百二十六 - 李宗閔・楊嗣復・楊虞卿・馬植・李讓夷・魏謩・周墀・崔龟从・鄭肅・盧商
127. 列傳第一百二十七 - 崔慎由・崔珙・盧鈞・裴休・楊收・韋保衡・路巖・夏侯孜・劉瞻・劉瑑・曹確・畢諴・杜審权・劉鄴・豆盧瑑
128. 列傳第一百二十八 - 趙隱・張裼・李蔚・崔彦昭・鄭畋・盧攜・王徽
129. 列傳第一百二十九 - 蕭遘・孔緯・韋昭度・崔昭緯・張濬・朱朴・鄭綮・劉崇望・徐彦若・陸扆・柳璨
130. 列傳第一百三十 - 朱克融・李載義・楊志誠・張仲武・張允伸・張公素・李可举・李全忠
131. 列傳第一百三十一 - 史憲誠・何進滔・韓允忠・乐彦禎・羅弘信
132. 列傳第一百三十二 - 王重荣・王处存・諸葛爽・高駢・時溥・朱瑄
133. 列傳第一百三十三 外戚 - 独孤怀恩・竇德明・長孫敞・武承嗣・韋温・王仁皎・吴漵・竇覦・柳晟・王子颜
134. 列傳第一百三十四 宦官 - 楊思勗・高力士・李輔国・程元振・魚朝恩（附传刘希暹・贾明观）・竇文場・霍仙鳴・俱文珍・吐突承璀・王守澄・田令孜・楊復光・楊復恭
135. 列傳第一百三十五上 良吏上 - 韋仁寿・陳君賓・張允济・李桐客・李素立・薛大鼎・賈敦頤・李君球・崔知温・高智周・田仁会・韋機・权怀恩・馮元常・蒋儼・王方翼・薛季昶
136. 列傳第一百三十五下 良吏下 - 裴怀古・張知謇・楊元琰・倪若水・李濬・陽嶠・宋慶礼・姜師度・強循・潘好礼・楊茂謙・楊瑒・崔隐甫・李尚隐・呂諲・蕭定・蒋沇・薛珏・李惠登・任迪簡・范傳正・袁滋・薛苹・閻济美
137. 列傳第一百三十六上 酷吏上 - 来俊臣・周興・傅游艺・丘神勣・索元礼・侯思止・万国俊・来子珣・王弘義・郭霸・吉頊
138. 列傳第一百三十六下 酷吏下 - 姚紹之・周利貞・王旭・吉温・羅希奭・毛若虚・敬羽
139. 列傳第一百三十七上 忠義上 - 夏侯端・劉感・常達・羅士信・呂子臧・張道源・李公逸・張善相・李玄通・敬君弘・馮立・謝叔方・王義方・成三郎・尹元貞・高叡・王同皎・蘇安恆・俞文俊・王求礼・燕欽融・安金藏
140. 列傳第一百三十七下 忠義下 - 李憕・張介然・崔無詖・盧奕・蒋清・颜杲卿・薛愿・張巡・許遠・程千里・袁光庭・邵真・符璘・趙曄・石演芬・張伾・甄济・劉敦儒・高沐・賈直言・庾敬休・辛讜
141. 列傳第一百三十八 孝友 - 李知本・張志寬・刘君良・王君操・趙弘智・陳集原・元讓・裴敬彝・裴守真・李日知・崔沔・陸南金・張琇・梁文貞・崔衍・丁公著・羅讓
142. 列傳第一百三十九上 儒学上 - 徐文遠・陸德明・曹憲・歐陽詢・朱子奢・張士衡・賈公彦・張後胤・蓋文達・谷那律・蕭德言・許叔牙・敬播・劉伯庄・秦景通・羅道琮
143. 列傳第一百三十九下 儒学下 - 邢文偉・高子貢・郎余令・路敬淳・王元感・王紹宗・韋叔夏・祝欽明・郭山惲・柳沖・盧粲・尹知章・徐岱・蘇弁・陸質・馮伉・韋表微・許康佐
144. 列傳第一百四十上 文苑上 - 孔绍安・袁朗・賀德仁・庾抱・蔡允恭・鄭世翼・謝偃・崔信明・張蘊古・劉胤之・張昌龄・崔行功・孟利貞・董思恭・元思敬・徐齐聃・杜易簡・盧照鄰・楊炯・王勃・駱賓王・鄧玄挺
145. 列傳第一百四十中 文苑中 - 郭正一・元万頃・喬知之・劉允济・富嘉謨・員半千・劉憲・王适・司马锽・梁载言・沈佺期・陳子昂・宋之問・閻朝隱・王无竞・賈曾・許景先・賀知章・张旭・席豫・齐澣・王澣・李邕・孫逖
146. 列傳第一百四十下 文苑下 - 李華・蕭穎士・陸據・崔顥・王昌龄・孟浩然・元德秀・王維・李白・杜甫・吴通玄・王仲舒・崔咸・唐次・劉蕡・李商隱・温庭筠・薛逢・李拯・李巨川・司空圖
147. 列傳第一百四十一 方伎 - 崔善為・薛頤・甄权・宋俠・許胤宗・乙弗弘礼・袁天綱・孫思邈・明崇儼・張憬藏・李嗣真・張文仲・尚献甫・孟詵・严善思・金梁鳳・張果・葉法善・僧玄奘・神秀・一行・桑道茂
148. 列傳第一百四十二 隱逸 - 王績・田遊巖・史德義・王友貞・盧鴻一・王希夷・衛大经・李元愷・王守慎・徐仁紀・孫处玄・白履忠・王遠知・潘師正・劉道合・司馬承禎・吴筠・孔述睿・陽城・崔覲
149. 列傳第一百四十三 列女 - 李德武妻裴氏・楊慶妻王氏・楊三安妻李氏・魏衡妻王氏・樊会仁母敬氏・絳州孝女衛氏・濮州孝女賈氏・鄭義宗妻盧氏・劉寂妻夏侯氏・楚王灵龟妃上官氏・楊紹宗妻王氏・于敏直妻張氏・冀州女子王・樊彦琛妻魏氏・鄒保英妻奚氏・宋庭瑜妻魏氏・崔繪妻盧氏・奉天县竇氏二女・盧甫妻李氏・鄒待徵妻薄氏・李湍妻・董昌龄母楊氏・韋雍妻蘭陵县君蕭氏・衡方厚妻武昌县君程氏・女道士李玄真・孝女王和子
150. 列傳第一百四十四上 突厥上 - 始畢可汗・处罗可汗・頡利可汗・突利可汗・李思摩・車鼻可汗・单于 瀚海二都護府・骨咄禄・默啜・毗伽可汗・登利
151. 列傳第一百四十四下 突厥下 - 處羅可汗・射匱可汗・統葉護可汗・莫賀咄侯屈利俟毗可汗・咄陸可汗泥孰・沙缽羅・乙毗沙缽羅葉護可汗・乙毗射匱可汗・阿史那賀魯・阿史那弥射・阿史那步真・突騎施烏質勒・蘇禄
152. 列傳第一百四十五 迴紇 - 回紇
153. 列傳第一百四十六上 吐蕃上 - 吐蕃
154. 列傳第一百四十六下 吐蕃下 - 吐蕃
155. 列傳第一百四十七 南蛮西南蛮 - 林邑国・婆利国・盤盤國・真臘國・陀洹国・訶陵国・墮和羅國・墮婆登國・东谢蛮・西赵蛮・牂牱蛮・南平獠・東女國・南詔蠻・驃國
156. 列傳第一百四十八 西戎 - 泥婆羅・党項羌・高昌・吐谷渾・焉耆國・龟兹国・疏勒国・于闐國・天竺国・罽賓國・康国・波斯国・拂菻国・大食国
157. 列傳第一百四十九上 東夷 - 高麗・百济国・新羅國・倭国・日本国
158. 列傳第一百四十九下 北狄 - 铁勒・契丹・奚国・室韋・靺鞨・渤海靺鞨・霫・烏羅渾國
159. 列傳第一百五十上 - 安禄山・高尚・孫孝哲・史思明
160. 列傳第一百五十下 - 朱泚・黄巢・秦宗权

## 延伸阅读
[在维基数据编辑]
 在维基文库阅读本作品原文（ 在维基共享资源阅览影像）
 《舊唐書 (四庫全書本)》
 《欽定古今圖書集成·理學彙編·經籍典·唐書部》，出自陈梦雷《古今圖書集成》

## 外部連結
- 《旧唐书》全文 （繁体） （页面存档备份，存于）
- 《旧唐书》全文 （简体） （页面存档备份，存于）
- 劉昫. . 北京: 中華書局. 1975年5月. CSBN 11018·656. ISBN 7101003192. OCLC 4080104 （中文（繁體））.